# Banda passante
Em eletrônica e telecomunicações, chama-se banda passante o conjunto contínuo ou a porção do espectro de valores de frequência que podem ser assumidos por um sinal elétrico sem que este seja atenuado ao passar por um filtro. Informalmente, diz-se são as frequências que "passam" pelo filtro.
O valor de frequência, medido em Hertz, a partir do qual a o sinal não "passa" pelo filtro é chamado de freqüência de corte. Idealmente, sinais com frequência além ou aquém da(s) frequência(s) de corte do filtro seriam atenuados a zero. Na prática, entretanto, adota-se o critério de meia potência: é (são) considerada(s) frequência(s) de corte aquelas em que a potência do sinal é atenuada à metade da original.
Dois filtros dados podem ter a mesma largura de banda, digamos 3kHz, mas bandas passantes diferentes; por exemplo, um com banda passante de 1 kHz a 4 kHz, o outro de 40 kHz a 43 kHz.